# Psilocurus hypopygialis
Psilocurus hypopygialis là một loài ruồi trong họ Asilidae. Psilocurus hypopygialis được Paramonov miêu tả năm 1930.